# Omphale pulchella
Omphale pulchella är en stekelart som först beskrevs av Girault 1915.  Omphale pulchella ingår i släktet Omphale och familjen finglanssteklar. Inga underarter finns listade i Catalogue of Life.